# Мелтон
Мелтон (енгл. Melton) је град Аустралији у савезној држави Викторија. Према попису из 2006. у граду је живело 35.490 становника.

## Становништво
Према попису, у граду је 2006. живело 35.490 становника.
| 1991.  | 1996.  | 2001.  | 2006.  |
| ------ | ------ | ------ | ------ |
| 29,375 | 30,304 | 32,071 | 35,490 |